# Sadik Mikhou
Sadik Mikhou, född 25 juli 1990, är en friidrottare från Bahrain. Han deltog vid olympiska sommarspelen 2020.